# Rosularia elymaitica
Rosularia elymaitica är en fetbladsväxtart som först beskrevs av Pierre Edmond Boissier och Hausskn., och fick sitt nu gällande namn av Ernst Friedrich Berger. Rosularia elymaitica ingår i släktet Rosularia och familjen fetbladsväxter. Inga underarter finns listade i Catalogue of Life.